# Dan Slușanschi
Dan Sluşanschi (Sibiu, Romania, 12 de setembre de 1943,  –  Bucarest, 22 de juliol de 2008) fou un filòleg romanès, especialista en filologia clàssica i indoeuropea, professor de la Facultat de Llengües i Literatures de la Universitat de Bucarest, i traductor d'Homer al romanès. Es llicencià el 1965 a la Facultat de Filologia Clàssica de la Universitat de Bucarest. Va obtenir el doctorat en filologia clàssica i indo-europea l'any 1972. Fou professor a la Universitat de Bucarest, on va ensenyar sintaxi de la llengua llatina, lingüística indoeuropea (llengua i mitologia), història de la literatura en sànscrit, persa antic (la història, la civilització, la llengua), història de la llengua llatina, sintaxi grega, llatí medieval i neollatí, crítica de text i mètrica antiga. Va ser professor visitant a les universitats de Brussel·les, Lieja, Berlín, Caen, Chișinău, Cluj, Timisoara, Constanța
i doctor honoris causa de la Universitat de Caen.

## Obra

### Edicions de textos
- Textele latine din anexa la L. Protopopescu, Contributii la istoria învatamîntului în Transilvania, Craiova, 1966.
- D. Cantemir, Historia Moldo-Vlachica and De antiquis et hodiernis Moldaviae nominibus (în  Opere Complete, IX, 1), Bucuresti, Editura Academiei, 1983.
- D. Cantemir, Encomia in authorem, în V. Candea (ed.), Sistima religiei muhammedane, Bucuresti, Editura Academiei, 1987 (Opere Complete, VIII, 2).
- D. Cantemir, Vita Constantini Cantemyrii, Moldaviae Principis, Bucuresti, Editura Academiei, 1996 (Opere Complete, VI, 1 - cu A. Pippidi si I. Campeanu).
- Virgil, Aeneis, Bucuresti, Paideia, 2000, 2 vols. (I. Editie critica)
- D. Cantemir, Incrementorum & Decrementorum Aulae Othmanicae libri III, editia critica princeps, Amarcord, 2001.
- D. Cantemir, Descriptio Moldaviae, editia critica princeps, Bucuresti, Anastasia, 2005.
- D. Cantemir, Sacro-Sanctae Scientiae Indepingibilis Imago, editie critica, Bucuresti, EUB, 2005.

### Traduccions
- Dimitrie Cantemir, De antiquis et hodiernis Moldaviae nominibus; Historia Moldo-Vlachica Opere complete, Vol.IX, Partea I: De antiquis et hodiernis. Moldaviae nominibus, Prefața de Virgil Cândea. Ediție critică, traducere, introducere, note și indici de Dan Slușanschi, Editura Academiei, București, 1983.[2]
- E. Benveniste, Vocabularul institutiilor indo-europene, Bucuresti, Paideia, 1999, I; 2005, I-II.
- Eneida de Publius Vergilius Maro, Editura Paideia, București, 2000[3]
- Homer, Iliada, traducere de Dan Slușanschi, ilustrații de Mihail Coșulețu, Editura Humanitas, București, 2012, ISBN 978-973-50-3702-4
- Homer, Odysseia, tradusă în hexametri de Dan Slușanschi și ilustrată de Alexandru Rădvan, Editura Humanitas, București, 2012, ISBN 978-973-50-3701-7.
- Dimitrie Cantemir, Istoria cresterilor si descresterilor Curtii Otomane, prima traducere româneasca, Editura Paidea, 2008, 2010, 2012.

### Curador d'edicions
- Zamolxis sau mitul dacic în istoria și legendele spaniole, Editura Meridiane, București, 1985, editor, prefațator și îngrijitor Dan Slușanschi, cu o evocare de Eugenio Battisti

## Premis
- 1984  –  Premi "Perpessicius" per a la crítica de l'obra de Dimitrie Cantemir, Historia Moldo-Vlachica, Bucarest, Editura Academiei,, 1983
- 1985  –  Premi de la "Timotei Cipariu" de l'Acadèmia (1985) per a la crítica de l'obra de Dimitrie Cantemir, Historia Moldo-Vlachica, Bucarest, Acadèmia Editorial, 1983
- 1994  –  Premi de la Fira Nacional del Llibre per a la traducció comentada de l'obra de Georges Dumézil, el Mite i l'èpica (Mit și epopee), Bucarest, Editura Științifică, 1983 (amb Francisca Băltăceanu i Gabriela Creția).
- 2007  –  Premi Especial de la Unió d'Escriptors per a la crítica de l'obraDescriptio Antiqui Et Hodierni Status Moldaviae / Descrierea stării de odinioară și de astăzi a Moldovei, de Dimitrie Cantemir, publicat a l'Editorial de l'Institut Cultural romanès el2006[1]